# Cucut de les Moluques
El cucut de les Moluques (Cacomantis aeruginosus) és una espècie d'ocell de la família dels cucúlids (Cuculidae) que habita els boscos de les Moluques Septentrionals.